# Andrzej Jaroszyński
Andrzej Jaroszyński (ur. 11 marca 1947 w Lublinie) – polski anglista, dyplomata.

## Życiorys
Ukończył filologię angielską na Uniwersytecie Marii Curie-Skłodowskiej w Lublinie. Był pracownikiem dydaktycznym na Katolickim Uniwersytecie Lubelskim (1970–1990). Był również dyrektorem Szkoły Letniej Kultury i Języka Polskiego. Przebywał na stypendiach, m.in. Fundacji Kościuszkowskiej, w Londynie oraz Stanach Zjednoczonych.
W 1990 wstąpił do polskiej służby dyplomatyczno-konsularnej, m.in. pełniąc funkcję konsula generalnego RP w Chicago (1991–1992), zastępcy ambasadora w Waszyngtonie w stopniu radcy-ministra (1994–1998), dyrektora Departamentów: Ameryki Północnej i Południowej oraz Europejskiej Polityki Bezpieczeństwa, i następnie Departamentu Polityki Bezpieczeństwa Ministerstwa Spraw Zagranicznych (1998–2000), ambasadora w Norwegii (2001–2005), dyrektora Departamentu Systemu Informacji MSZ, wicedyrektora/dyrektora Departamentu Ameryki MSZ, ambasadora w Australii (2008–2013).
Żonaty z Henryką, ojciec Ewy. Odznaczony Królewskim Norweskim Orderem Świętego Olafa (2007).